# ویدمار
ویدمار (به آلمانی: Wiedemar) یک شهر در آلمان است که در نوردزاکسن واقع شده‌است. شهر ویدمار ۵٬۵۷۳ نفر جمعیت دارد.